# ترنر اینترتینمنت
ترنر اینترتینمنت (انگلیسی: Turner Entertainment) نام یک شرکت آمریکایی تولید محصولات رسانه‌ای است که توسط تد ترنر بنیان نهاده شد.
بعدها شرکتِ تایم وارنر آن را همزمان با ترنر برادکستینگ سیستم خریداری کرد و این شرکت، بر پخش جهانی محصولات تولیدشده و حقوق نشر آن نظارت دارد.